# ドラえもんのひみつ道具 (たか-たん)
ドラえもんのひみつ道具 (たか-たん) では、藤子・F・不二雄の漫画『ドラえもん』、『大長編ドラえもん』(VOL.1〜17)、藤子・F・不二雄のその他の著作に登場するひみつ道具のうち、読みが「たか」で始まるものから「たん」で始まるものまでを列挙する。

## 宝さがし機
宝さがし機（たからさがしき）は、「珍加羅峠の宝物」（てんとう虫コミックス第15巻に収録）、「宝さがし」（藤子・F・不二雄大全集第2巻に収録）に登場する。
宝物（1000円を超える価値の物体）を探す道具で、針のアナログメーターと、振り子状のアンテナから構成されている。
半径100メートル以内に宝があると反応する。反応の大きさは宝の価値によって異なり、宝の対象はたとえ地面に埋まっていたとしても反応する。
類似品に「たからさがしカウンター」がある。

## たからさがしカウンター
たからさがしカウンターは、「たからさがしカウンター」（てんとう虫コミックススペシャル『ドラえもんカラー作品集』第6巻に収録）に登場する。
宝物を探す道具。形状や使用法が「宝さがし機」に酷似している。同一の道具であるかは不明。

## 宝さがしごっこセット
宝さがしごっこセット（たからさがしごっこセット）は、「宝さがしごっこセット」（てんとう虫コミックス第13巻に収録）に登場する。
宝探しごっこ遊びを楽しむための道具。宝箱を思わせる箱に、プラスチック製の模造品の宝が詰まっている。それに加えて他の物を入れることも可能で、作中ではパパのカメラとママのネックレスを入れている。
箱はロケット仕掛けになっており、どこか人里離れた遠くの場所へと飛んでいき、ひとりでに地中に埋まる。やがて、箱に付属している小型ロケットは手元に戻ってくる。
宝箱の隠し場所を記した紙がその中に入っており、それを元に宝箱を探しに行くという手順。隠し場所は暗号で記され、たとえありふれた隠し場所でも、本当の宝探しを思わせる文章となっている（例：「ドクロが見つめる先」→ここでのドクロとは小学校にある人体模型をさし、その視線の先だということ）。

## 宝さがし地図
宝さがし地図（たからさがしちず）は、「南海の大冒険」（てんとう虫コミックス第45巻に収録）、『ドラえもん のび太の南海大冒険』、『ドラえもん のび太の宝島』に登場する。
360枚組の世界地図。地図には周囲の海の水深や陸上の等高線などが書かれている。付属の針で地図を刺しながら宝を探す。宝のある場所に針が刺さるとブザーが鳴る。宝のある場所から1ミリメートルずれてもブザーは鳴らない。宝がある場所はリアルタイムで更新され、すでに掘り起こされた宝の場所ではブザーは鳴らない。ただし、掘り起こされてから更新まで少し時間がかかる場合もある。
「南海の大冒険」では、のび太が一発で宝の地図を探し当てて、数日もかけて宝のある場所まで辿り着いたが、そこはドラえもん達が宝探しを始める前（開始する数分前）にニュースで宝を発見したと報道された場所だった。
『のび太の南海大冒険』では、のび太が探し当てた宝の地図は時間犯罪者が奴隷を増やす為に17世紀等に流したものであり、反応した宝は海賊達をおびき寄せる為の罠用の宝だった。終盤では海賊のキッドとコルトがこの宝（の一部）を手に入れて島から脱出している。
『のび太の宝島』では一枚の紙になり、タブレット端末のように地図を移動させることが可能となっている。

## 宝さがしペーパー
宝さがしペーパー（たからさがしペーパー）は、「宝さがしペーパー」（てんとう虫コミックス『ドラえもんプラス』第4巻に収録）に登場する。
巻き紙状の道具。この紙の一部を切り取り、人や物がどこにあるか尋ねながら熱をあてると、その探し物がある場所を示す、なぞなぞ形式の文があぶり出される。
あぶり出し暖炉（宝さがしペーパーとあぶり出し暖炉）
映画『ドラえもん のび太の人魚大海戦』に登場する。「宝さがしペーパーとあぶり出し暖炉」という名前で登場した付属の小型暖炉。これにより即座にあぶり出しを行うことができるようになっている。

## たからの地図さがしき
たからの地図さがしき（たからのちずさがしき）は、「たからさがしカウンター」（てんとう虫コミックススペシャル『ドラえもんカラー作品集』第6巻に収録）に登場する。
宝の地図を探す機械。具体的な使用方法は不明。これを使い地図を探すことはできるものの、宝物を入手するためには、その地図をもとに宝を探し出さねばならない。
テレビアニメ第2作第1期「宝さがしに行こう」では、名称を「宝の地図探知機（たからのちずたんちき）」としている。

## 宝星探査ロケット
宝星探査ロケット（たからぼしたんさロケット）は、「宝星」（てんとう虫コミックス第44巻に収録）に登場する。
宝島ならぬ「宝星」を見つけ出すロケット。地球上の秘境や孤島で宝探しをするように、宇宙を飛び続けながら財宝のある惑星を探し出す。目測30センチメートルほどの大きさ。地面に置き、マッチなどで点火して打ち上げる。財宝が発見されると、使用者の手元にある報知機のブザーが鳴る。
広大な宇宙で宝星が見つかる確率は宝くじ以下。宝探しに夢中になってロケットを何千本も浪費し、無一文になった人もいるという。またロケット自体が非常に高価で、ドラえもんも3本しか持っていない。
また、宝が見つかっても、それはその星の住民にとっての宝であり（たとえば石器時代の宇宙人の石製の貨幣や、小人並みに小さい宇宙人の砂金よりも小さいサイズの財宝など）、地球に持ち帰っても何の意味も成さないケースもある。

## たくはいキャップ
たくはいキャップは、「たくはいキャップ」（てんとう虫コミックス第44巻に収録）に登場する。
ネコの耳をあしらった黒い帽子。これをかぶった人は「宅配便の配達員」になり、本来どこかへ届けられるはずの荷物に触れると、さまざまな偶然が積み重なることで、いつの間にかその荷物を本来の配達先へ届けてしまう。

## タコ印口べに
タコ印口べに（タコじるしくちべに）は、「ゾウ印口べに」（てんとう虫コミックス『ドラえもんプラス』第1巻に収録）に登場する。
ゾウ印口べにの類似品。これを唇に塗ると、口がタコの漏斗の様に伸びて墨を吐き出す。

## たこのり
たこのりは、「長い長いお正月」（てんとう虫コミックス第23巻に収録）に登場する。
糸を引いて空に上げるのではなく、人が乗ることのできる凧。水平状態で上に人が座り、レバーで操縦して自在に空を飛ぶことができる。

## 出しっぱなし国旗
出しっぱなし国旗（だしっぱなしこっき）は、「ドラえもん大事典」（てんとう虫コミックス第11巻に収録）で紹介されている。
未使用時は無地の旗。大晦日の夜に飾っておくと、明け方には初日の出のように日の丸が昇り、正月には日本の国旗となる。

## タスケテ帽
タスケテ帽（タスケテぼう）は、「魔女っ子しずちゃん」（てんとう虫コミックス第26巻に収録）に登場する。
童話の魔法使いがかぶっているような、円錐の形をした帽子。これをかぶっていると、助けを求めている人を探知し、帽子の先端がその人の方を向いて知らせてくれる。
テレビアニメ第2作第2期「アリガトデスからの大脱走」（2012年9月7日放送）では、助けを求めるドラえもんの居場所を教えるだけでなく、そのドラえもんのもとへ強力な引力がかかったように帽子の先端がのび太を引っ張って行く描写になっている。

## タスケロン
タスケロンは、「ぼくをタスケロン」（てんとう虫コミックス第20巻に収録）に登場する。
赤十字のラベルが貼られた瓶入りの錠剤。これを飲むと、困っている人を見ると助けずにはいられなくなる。宿題の事で頭がいっぱいで、困っている人を無視するのび太に対し、ドラえもんが世の中は助け合って生きていかないといけないことを教えるために出した道具。
テレビアニメ第2作第1期「タスケロン・カプセル」では、名称を「タスケロン・カプセル」とし、瓶入りのカプセル剤としている。

## たずね人ステッキ
たずね人ステッキ（たずねびとステッキ）は、『ドラえもん のび太と鉄人兵団』、『ドラえもん のび太の日本誕生』、『ドラえもん のび太のドラビアンナイト』、『ドラえもん のび太の創世日記』、『ドラえもん のび太と翼の勇者たち』『ドラえもん のび太の南極カチコチ大冒険』、『STAND BY ME ドラえもん 2』に登場する。
人や物、動物を探しているとき、このステッキを地面に突き立てて手を放すと、目当ての人や物の方向に倒れる。ただし的中率は70%。
『ドラえもん のび太の南極カチコチ大冒険』では、名称を「探し物ステッキ（さがしものステッキ）」としている。『ドラえもん のび太の南極カチコチ大冒険』では自我を持っており、敵に捕らわれたドラえもんを助け、のび太達の元まで案内している。『STAND BY ME ドラえもん 2』では「タイムマシン」で移動する超空間の中で使用した場合、目当ての人物がどの時代にいるかを探知することができる描写になっている。

## ただ見セット
ただ見セット（ただみセット）は、「のび太の部屋でロードショー」（てんとう虫コミックス第18巻に収録）に登場する。
スクリーン、受信機、送信機（カメラ）からなる道具。送信機が映している映像を受信機が受信し、スクリーンに投影する（音声も伝える）。受信機を操作することで角度やズームなどを行える。いわば高性能の遠隔操作可能なカメラ。なお、受信機と送信機はほとんど同じ形状なので取り違えやすく、映画館に受信機を置けばそこのスクリーンに映像が映る。

## たたりチンキ
たたりチンキは、「恐怖のたたりチンキ」（てんとう虫コミックス第40巻に収録）に登場する。
このチンキを人や動物や物にかけると、その動物や物がオバケとなり、それらが恨みを持った人物の元へと現れて脅かす。基本的にオバケとなって現れるのは夜だが、場合によっては昼にも出現させることができる。ただし場合によっては、使用者にたたりが返って来ることがある。

## タチバガン
タチバガンは、「人の身になるタチバガン」（てんとう虫コミックス第44巻に収録）に登場する。
両人に撃つことで、人と人との立場を入れ替えることのできる銃。これで人を撃つと、現在いる場所、やっていること、しゃべっていること、体の状態などがそっくり入れ替わる。自分の立場を複数の人間と入れ替える事も可能。
立場を入れ替わった者やその周囲にいた者は立場が入れ替わった後、入れ替わる前の記憶が一時的になくなるようであり、実際にタチバガンを使用した際も対象の者やその周囲にいた者は違和感を感じていなかった。
これとよく似た機能を持つ道具に「タッチ手ぶくろ」があるが、タッチ手ぶくろは相手に直接触れなければならないのに対し、タチバガンは離れたところにいる相手と入れ替ることができる。

## 断ち物願かけ神社
断ち物願かけ神社（たちものがんかけじんじゃ）は、「断ち物願かけ神社」（てんとう虫コミックス第42巻に収録）に登場する。
神社を模した巣箱ほどの大きさの道具。好きな物をおふだに書いて中にいれ、柏手を打って願い事をすると、その願いをかなえることができる。その代り、最低1年はおふだに書いた物を断つはめになる（たとえばジュースを断つと、自販機で缶ジュースを買っても、それをうっかりドブに落としてしまったりする）。
当然ながら、嫌いな物を断ち物にした場合や、他人の好きな物を断たせた場合は効果がない（ただし、他人が好きな物を断つはめになる効果自体はある）。
好きな物を書いたおふだを一度に複数枚入れた場合、願いを叶える回数が増えることはないものの、好きな物を断つ効果自体は、おふだを入れた枚数分全てに適用される。また、上述したように他人の好きな物を断たせた場合、おふだを入れた者には願いを叶える効果が発揮されることはないが、おふだを書いた者が事前に何らかの望みをこの道具に願っていた場合、その願いは叶うようになっている。

## 立ちユメぼう
立ちユメぼう（たちユメぼう）は、「立ちユメぼう」（てんとう虫コミックス第16巻に収録）に登場する。
帽子型の道具。これを頭にかぶると、たちまち眠りに落ちる。そして夢遊病者のようにあちこちを歩き回りつつ、実際の出来事を夢として見ることができる。見たい夢の種類は、あらかじめダイヤルで指定する。
たとえば冒険物の夢を指定して使用すると、日常の何気ない光景が夢の中で大魔境に見え、道を走ってくる自動車は草原を突進してくる恐竜に、あちこちで出会う友人たちが怪物に……といった具合になる。
夢を見ながらの行動が、周囲の人達にとっておかしく見えたり迷惑になったりすることがあるのが欠点。

## だっしゅうざい
だっしゅうざいは、「白ゆりのような女の子」（てんとう虫コミックス第3巻に収録）に登場する。
脱臭剤。白い粉末で、瓶に入っている。臭いの出る物体にかけて使用する。

## タッチ手ぶくろ
タッチ手ぶくろ（タッチてぶくろ）は、「タッチ手ぶくろ」（てんとう虫コミックス第17巻に収録）、「あとはおまかせタッチてぶくろ」(てんとう虫コミックス第40巻に収録)に登場する。
手袋の形をした道具で、右手にはめて使用する。この手袋で誰かにタッチすると、自分の立場と相手の立場を入れ替えることができる。例としてドラえもんがどら焼きのつまみ食いを玉子に見つかった時、手袋でのび太にタッチすると、玉子はのび太を叱り始め、のび太がドラえもんの代わりに謝り始める。またのび太がジャイアンに殴られそうになった時、手袋でジャイアンにタッチすると、ジャイアンが自分自身を殴ってしまう。何かしようとしているときにタッチすると、相手が代わりにそれをしてくれたり、相手が何か良いことが起きるときにタッチすると、自分にそれが起きるなど、多様な使い道がある。なお、手袋をはめていなくても手袋を介して触れていれば有効となる。
「あとはおまかせタッチてぶくろ」ではデザインに変更がある。
テレビアニメ第2作第1期「タッチグローブ」（小学館〈てんとう虫コミックス〉第17巻収録「タッチ手ぶくろ」のアニメ化作品。1996年4月26日放送、映像ソフト未収録）では、タッチ手ぶくろに対する防御用の道具「アンタッチャブルガス」が登場する。スプレー缶に入っており、これをあらかじめ吹き付けておくだけで、タッチされても道具の効果を受けなくすることができるというもの。

## ダッピ灯
ダッピ灯（ダッピとう）は、「からだの皮をはぐ話」（てんとう虫コミックス第14巻に収録）に登場する。
懐中電灯を模したような道具。人間に光線を浴びせると、皮膚の下に新しい皮膚ができ、古い方の皮膚が脱皮のように脱げてしまう。脱げた皮膚に空気を入れて膨らませることで、本人と寸分違わないダミー人形として使用できる。ただし耐久力は風船程度であるため、些細な打撃でしぼんでしまう。またダミー人形として使う場合、ダッピ灯で用意できるのは皮膚のみ即ち裸である為、衣類は別に用意しなければならない（劇中では、ジャイアンとスネ夫はそれぞれ自分の抜け殻でのび太にダミーを作らせ屋外に置いた際、服を絵の具で描かせたが、間もなくその日のうちに雨が降り出し、絵の具が溶けてしまった）。

## たつまきストロー
たつまきストローは、「たつまきストロー」（ぴっかぴかコミックス第15巻に収録）に登場する。
螺旋型のストローで、口にくわえて息を吹き出すと小型の竜巻を起こすことができる。息を吹き出す長さや強さ次第で、竜巻の形や大きさもいろいろと調節できる。

## タテヨコバッジ
タテヨコバッジは、「高層マンション脱出大作戦」（『小学三年生』1990年1月号に掲載、単行本未収録）に登場する。
このバッジを身につけ、バッジについている針を90度回転すると、重力方向が横向きになり、垂直な壁を歩くことができる。

## タヌ機
タヌ機（タヌき）は、「タヌ機」（てんとう虫コミックス第7巻に収録）に登場する。
タヌキを模した眼鏡と尻尾のセット。これを身につけると、眼鏡のツルがアンテナとなって自分の脳波が送信され、タヌキが人を化かすかのように他の人に思いのままの幻覚を見せることができる。幻覚にかかった者は殴られる等の痛みや衝撃を受けると正気に戻る。
原作漫画・テレビアニメ第1作ではのび太（テレビアニメ第2作第2期「タヌ機」〈2014年10月24日放送〉ではドラえもんとのび太）がジャイアンに殴られてタヌキのような顔になるというオチだったが、テレビアニメ第2作第1期「タヌ機で化かそう」（2002年5月3日放送）では、のび太が自分で自分を化かすというオチになっている（この時ドラえもんが「タヌ機の止め方」があると言っていたが、実際にどうやって止めるかは「忘れてた」とのことで詳しいことは不明）。
「ドラえもん大事典」（てんとう虫コミックス第11巻に収録）のカットでは、眼鏡と尻尾の他に木の葉を頭に乗せている。

## タヌキさいふ
タヌキさいふは、「タヌキさいふ」（藤子・F・不二雄大全集第4巻に収録）に登場する。
未来の世界の子供たちが銀行ごっこに使う財布。この財布に柿の葉を入れると千円札に変わる。しかし、あくまで遊びに使うものなので、30分経つと元の葉に戻ってしまう。また、柿の葉以外の葉を財布に入れてもお札に変わることはない。

## タネなしマジックハンカチ
タネなしマジックハンカチは、「タネなしマジック」（てんとう虫コミックス第34巻に収録）に登場する。
どんな不器用な人にでも手品ができるハンカチ。縫い目に内蔵されている超小型コンピュータが、物質の元素を自在に操作することで、物質の出現、変換、消去を行う。何も持っていない手にハンカチをかぶせると物が出現したり、また物にかぶせて別の物に変えたり、消し去ったりできる。ただし何が出てくるか、やってみないと結果はわからない。

## タマゴ産ませ燈
タマゴ産ませ燈（タマゴうませとう）は、「時計はタマゴからかえる」（てんとう虫コミックス第38巻に収録）に登場する。
卵生の動物を模した物品にこの道具の光を浴びせると、数個の卵が産まれ、やがて孵化して幼体となる。「アットグングン」を食べさせて育てることで、もとの物と同様に使用することができる。

## タマゴコピーミラー
タマゴコピーミラーは、『ドラえもん のび太のねじ巻き都市冒険記』に登場する。
この鏡に生物を写すと、鏡面から卵がいくつも出てきて、やがてその卵が孵化してもとの生物のコピーが誕生する。産まれたコピーは基本的に元の生物と同じ姿と性格を持つ。凶悪脱獄囚の熊虎鬼五郎のコピーとして気弱なホクロが産まれたように、まれに突然変異により少々異なる者が生まれることもある。また、卵に落雷などの電撃を与えると、多少知能の発達した者が産まれる。
コピー元の生物とコピー生物とを、「エッグハウス」に搭載されているタマゴ逆転装置に入れれば、元の一体のみの生物に戻すこともできる。ここでも鬼五郎一家を1人に戻すと人格がホクロになったように、完全に元に戻るわけではない場合がある。

## たましいいぶりだし機
たましいいぶりだし機（たましいいぶりだしき）は、「ジャイアン乗っとり」（ぴっかぴかコミックス第13巻に収録）に登場する。
祈祷師が用いる護摩壇のような形状で、使用すると煙が立ちこめる。その煙を吸い込むとクシャミをして、そこからクシャミをした本人の魂が抜け出る。魂が自分の化身となり、相手の鼻から脳に侵入することで、相手を自分の意のままに操ることができる。戻るときはまた相手の鼻から抜けて、自分の鼻から戻る。なお、魂が抜け出ている間、本体は抜け殻のようになる。
テレビアニメ第2作第1期「ジャイアンを乗っ取ろう」（「ジャイアン乗っとり」のアニメ化作品。1992年8月21日放送、DVD『ドラえもんコレクションスペシャル特大号 夏の5』に収録）では、正式名称を「たましいいぶりだし機」としている。道具名の表記はDVD『ドラえもんコレクションスペシャル特大号 夏の5』に収録の「ひみつ道具ずかん」による。
ひみつ道具の事典『ドラえもん最新ひみつ道具大事典』（2008年9月発行）では、便宜的な名称を「たましいを抜け出させる道具」としている。

## たましいステッキ
たましいステッキは、「ざぶとんにもたましいがある」（てんとう虫コミックス第39巻に収録）に登場する。
祓串を模した道具。この道具で物体に触れると、その物体に魂が宿る。魂の宿った物体は粗末に扱われると文句を言ったり、その人に攻撃してくる。22世紀では物を粗末にする人を諌めるために使用される。ステッキに付いているボタンを押すと、効果は消える。
『ザ・ドラえもんズスペシャル』では、頻繁に使われており、数時間経つと効果が切れるという設定になっている。また、テレビアニメ第2作第2期「ロボット・ボロよ、永遠に」（2011年3月4日放送）でも、数分～数十分ほど時間が経ったところでステッキの電池が切れ、効果がなくなる描写になっている（ただし原作漫画には、そのような設定及び描写は存在しない）。
同じように物をしゃべらせる道具に「モノモース」があるが、モノモースはただ喋るだけであり、動くことはない。

## たましいふきこみ銃
たましいふきこみ銃（たましいふきこみじゅう）は、「たましいふきこみ銃」（てんとう虫コミックス第34巻に収録）に登場する。
この銃を人に向けて息を吹き込むと、自分の魂の半分を相手に吹き込むことで、もう1つの体のように相手を意のままに動かすことができる。半分だけ魂を吹き込むので、相手を操ると同時に自分も行動可能。魂を吹き込まれている間は、相手の意識はなくなる。銃から息を吸い込むと、魂は元に戻り、相手の意識も戻る。対象の相手に憑依した者（例としてスネ夫に憑依したのび太）はどんなに体を動かしても疲れや痛みを感じず、憑依された相手は意識が戻った途端にその疲れや痛みが伝わってくる。

## タマシイム・マシン
タマシイム・マシンは、「タマシイム・マシン」（てんとう虫コミックス第13巻に収録）に登場する。
自分が戻りたい頃の日を設定して、その頃に戻ることができるという道具。現代の自分の魂のみがその時代の自分の身体へ行くため、現代の体は息もしない。ただし、タイマーをかけないと、人生がその戻る時代と現代の繰り返しとなってしまうことから、タイマーをセットしておく必要がある。また、この道具のことを知らない家族や知人に現代の体が死んだのではないかと心配をかけてしまうことがあるのも難点。
現代の自分が憑依している間は、過去の自分の魂がどうなっているかは不明。『STAND BY ME ドラえもん 2』では、現代の自分が憑依している間は、過去の自分は意識を失ってしまい、憑依されている間のことは覚えていない描写になっている。

## 多目的おまもり
多目的おまもり（たもくてきおまもり）は、「多目的おまもりは責任感が強い」（てんとう虫コミックス第21巻に収録）に登場する。
お守り袋の中にカードが入っており、これに「金運」「交通安全」「恋愛運」「受験合格」の4つのボタンがある。何らかのボタンを押してお守りを首からさげておくと、その運が向くよう体が勝手に動く。しかしやり方は、例えば「交通安全」なら交通事故阻止のために持ち主が外出できなくなったり、「受験合格」なら受験に合格できるほどの学力を得るまで机から離れられなくなったりといった具合に、極端な上に几帳面過ぎるところがある。
また、1つの運を守っている間は他の運までは手が回らず、他の運が悪くなってしまう。たとえば金運のときは交通安全にまでは手が回らず、車に轢かれそうになることもある。目的遂行のためにやりすぎて失敗することもあるため、万能とはいえない。
なお、意思があるようで、使用者の行動がうまくいかなかったことを反省して小さくなる描写がある。

## だるまおとしハンマー
だるまおとしハンマーは、「スネ夫のおしりがゆくえ不明」（てんとう虫コミックス第32巻に収録）に登場する。
このハンマーで物、生物などを側面から叩くと、だるま落としのように中間部分を打ち出すことができる。たとえば木の幹を叩けば、幹の中間部分が円盤上に次々に打ち出され、次第に木の高さが低くなってくる。打ち出された部分を叩いた場所にあてがえば、ひとりでに元に戻る。体の部分が打ち出されても体の器官はいつもと変わらず（例えば、尻の部分が抜け出てもオナラが出る等）、打ち出された部分に痛みを与えるとその痛みが打ち出された部分の持ち主にも伝わる。

## ダルマさんころんだ帽
ダルマさんころんだ帽（ダルマさんころんだぼう）は、「ダルマさん、ころんだ帽」（『小学三年生』1990年8月号に掲載、単行本未収録。『ぼく、ドラえもん』第12号附録冊子『てんとう虫コミックス未収録作品スペシャル』第12巻に再録）に登場する。
ダルマを模した帽子。まずこれを頭にかぶり、「ダルマさんが転んだ」の要領で、誰かの背後にそろそろと忍び寄れる道具。相手が気配を感じてこちらを振り返ったとき、ピタッとこちらの動きを止めれば、たとえ相手の視界内に自分がいても、相手の目には自分の姿が決して映らなくなる。ただし、わずかでも動いてしまうと姿は見えてしまう。

## 探検ごっこセット
探検ごっこセット（たんけんごっこセット）は、『ドラえもん のび太とアニマル惑星』に登場する。
以下のひみつ道具6点、あるいは5点で構成される探検道具のセット。手のひらサイズの「コンパクトケース」に収納して持ち運ぶことができる。映画のシナリオではこのセットは「探検セット」と呼んでいた。
みの虫式寝ぶくろ

圧縮非常食三十食ぶんつめあわせ
缶詰などの各種非常食の詰め合わせ。「圧縮非常食三十食ぶんつめあわせ」は漫画での名称であり、映画での名称は「カツどん入り圧縮非常食」。映画のシナリオでは「カツ丼入り圧縮食糧」と呼んでいた。
どろ水浄水器
作中では使用されず。「どろ水浄水器」は映画での名称であり、漫画では「どろ水でも飲める浄水器」と呼ぶのみ。
糸なし糸電話型トランシーバー
「糸なし糸電話」を模したトランシーバー。無線通話機能に加え、指定した「糸なし糸電話型トランシーバー」のもとへ地面を転がって移動するという機能を持つ。「糸なし糸電話型トランシーバー」は漫画での名称であり、映画での名称は「糸なし糸電話」。
警報用打ちあげ花火
非常時に打ち上げて、周囲に警報を出すことのできる花火。作中では円盤で飛来したニムゲの注意を引くのに使った。映画のシナリオでは「警報用花火」と呼んでいた。
ミニカラオケセット 歌詞カード付
作中では使用しない。原作漫画には登場せず、映画にのみ登場する。

## 探検ごっこ用蒸気船
探検ごっこ用蒸気船（たんけんごっこようじょうきせん）は、『ドラえもん のび太の大魔境』に登場する。
未来の世界で探検ごっこに使用される外輪式蒸気船。探検ムードを盛り上げるため、あえて古めかしいスタイルをとっている。蒸気船としての機能以外の、未来の道具特有の特殊機能類は特に見られない。作中では、秘境ヘビースモーカーズフォレストを目指す川下りに使用されたが、ジャイアンの操縦ミスで岩に激突し、沈没した。
作中では名称不明。『大長編映画ドラえもんクイズ全百科（だいちょうへんドラえもんクイズオールひゃっか）』（1993年3月発行）を始めとするひみつ道具の事典では、名称を「探検ごっこ用蒸気船」としている

## 断層ビジョン
断層ビジョン（だんそうビジョン）は、「断層ビジョン」（てんとう虫コミックス第36巻に収録）に登場する。
学術研究用に開発された道具。小型の水槽のような形状で、CTスキャンのように、外から見えないところの断面を立体的に見ることができる。縮尺を変えることでさまざまな大きさの物体の断面をみることができ、作中ではのび太本人や地球まで断面を表示していた。さらに、緯度や経度を調整すれば任意の場所の内部を見ることも可能。
また、本体の上部は開けることができ、そこから断面のビジョンに目印の旗を立てると、実際の場所にも旗が立つようになっており、のび太が埋めた貯金箱や、雪崩で生き埋めになった遭難者を探す際に使用している。
テレビアニメ第2作第2期「まる見え！断層ビジョン」（2015年6月12日放送）では、ビジョンの中の物は立体映像であるため、埋まったものを直接取り出すことはできないとされている。

## たんぽぽくし
たんぽぽくしは、「たんぽぽくし」（てんとう虫コミックススペシャル『ドラえもんカラー作品集』第3巻に収録）に登場する。
この櫛で髪をすくと、髪全体がタンポポの綿毛のように広がり、風に乗って空を舞うことができる。
テレビアニメ第2作第2期「未来世界の怪人」（2009年3月13日放送）では、髪の毛が生えていないドラえもんが咄嗟に自分の髭に使ったところ、浮かび上がる効果が発揮されず落下している。

## タンマウオッチ
タンマウオッチあるいはタンマウォッチは、「時間よ動け〰っ!!」（てんとう虫コミックス第24巻に収録）、「なんでもぬいぐるみに…」（てんとう虫コミックス第35巻に収録）に登場する。
ストップウォッチを模した道具。作動させると時間が停止し、自分以外の生物や物体等が全て停止した状態となる。使用者以外の人物が時間停止の影響を受けるかどうかは、作品によって描写が異なっている。「時間よ動け〰っ!!」では、作動時点で使用者の体に他の者が触れていれば、その者は時間停止の影響を受けない描写になっている。その一方「なんでもぬいぐるみに…」では、作動時点で使用者のそばにいる者は（使用者の体に触れていなくても）時間停止の影響を受けない描写になっている。
時間を止めた状態で「タンマウオッチ」が故障した場合、時間停止を解除できなくなってしまう。ただし時間が止まっている状態でも「タイムマシン」などを使って、過去の時代（時間が止まる前の世界）へ移動することは可能。
上述したように「タンマウオッチ」の有効範囲は「地球から離れた太陽などを含む世界全体」と説明されている。しかし作品によっては、この設定が無視されている場合があり、例として映画『ドラえもん のび太と緑の巨人伝』では、他の惑星にワープさせられそうになったドラえもんが「タンマウォッチ」を落としてしまい、地面に落ちた拍子に起動したことで時間が止まってしまった。その時点で地球（日本）は昼間だったのだが、時間停止を解除した時には夜になっており、更には他の惑星にワープさせられたドラえもん達や、その惑星の住民達は時間が止まっていない描写になっている。
同様の道具に、「ウルトラストップウォッチ」がある。
「時間よ動け〰っ!!」では「タンマウオッチ」という表記だが、「なんでもぬいぐるみに…」では「タンマウォッチ」という表記に変更されている。
ひみつ道具の事典では『続ドラえもん全百科（ぞくドラえもんオールひゃっか）』（1979年12月発行）に「タンマ・ウォッチ」という表記で掲載したのち、『ドラえもんひみつ大事典』（1985年5月発行）で「タンマ・ウオッチ」へと変更。『ドラえもんひみつ道具完全大事典』（1994年12月発行）およびその改訂・改題書である『最新版ドラえもんひみつ道具大事典』（2004年1月発行）でもその表記を用いていたが、『ドラえもん最新ひみつ道具大事典』（2008年9月発行）にて「タンマウオッチ」へと修正している。
テレビアニメ第2作第2期「時間よ動け〜っ!!」（2008年10月31日放送）では表記を「タンマウォッチ」としている。